# トヨタ・大型B
トヨタ・大型B（トヨタ・おおがたびー）は、トヨタ自動車工業（現在のトヨタ自動車）が1944年1月に開発した大型高級車である。1台のみが試作され、1950年代まで稼動状態にあったが現存はしない。

## 開発の背景
第二次世界大戦の影響により当時の主要な輸入元であったアメリカ合衆国（米国）から輸入される乗用車は1938年のモデルイヤーが最後となった。時が経るにつれ戦前から使用されていた乗用車は消耗し、特に宮家、高級官僚、軍部高官が使用する大型乗用車への要求が高まった。1942年に陸軍省と商工省の指示で自動車工業委員会はトヨタ自動車、日産自動車、ヂーゼル自動車工業（当時のいすゞ自動車）に試作を要請した。
日産自動車は既存の70型乗用車のシャーシに外注で製造した新しいボディを架装した車、いすゞは自社開発のシャーシに帝国自動車工業（現 日野車体工業）製で当時のハドソンに似たボディを架装したPA-10、トヨタ自動車はシャーシとボディ共に自社開発の大型Bを製作したが、当時の社会情勢下ではどの車も試作の段階以降には進まず、量産されることはなかった。

## 構造

### シャーシ
独立したラダーフレームを中央のX形メンバーで補強したもの。当初は前輪に独立懸架を採用することを計画していたが叶わず、前後ともAA型のそれを受け継いだリーフスプリング支持のリジッドアクスルであった。特徴として油圧式ショックアブソーバーを装備していた。

### ドライブトレーン
エンジンは当時のトヨタ車の標準エンジンで、軍用トラック向けに量産されていたB型を改良したものである。85 hp/3,000 rpmの出力と21 mkg/1,600 rpmのトルクを持つ直列6気筒 OHV 3,389 cc ガソリンエンジンであった。構造面ではトヨタが最初の自動車開発時にコピーベースとした1930年代中期のシボレー6気筒エンジンの流れを汲む。キャブレターには吸入消音器を備えていた。
大型Bは、4リッターから6リッタークラス、優に100PSを超える出力を備えたアメリカ製中・上級車を代替するための車であった。従って、アメリカ製大衆車サイズのAA型シリーズ等に比べ大幅に車重が増加していたが、それにも関わらず同一クラスのエンジンを充当せねばならなかったことが、当時の窮乏事情を物語っていると言える。
変速機は3速マニュアルトランスミッション。シフトレバーはステアリングコラムに配置されており、量産車ではなかったものの、日本初のリモートコントロール式シフトレバーであった。

### ボディ

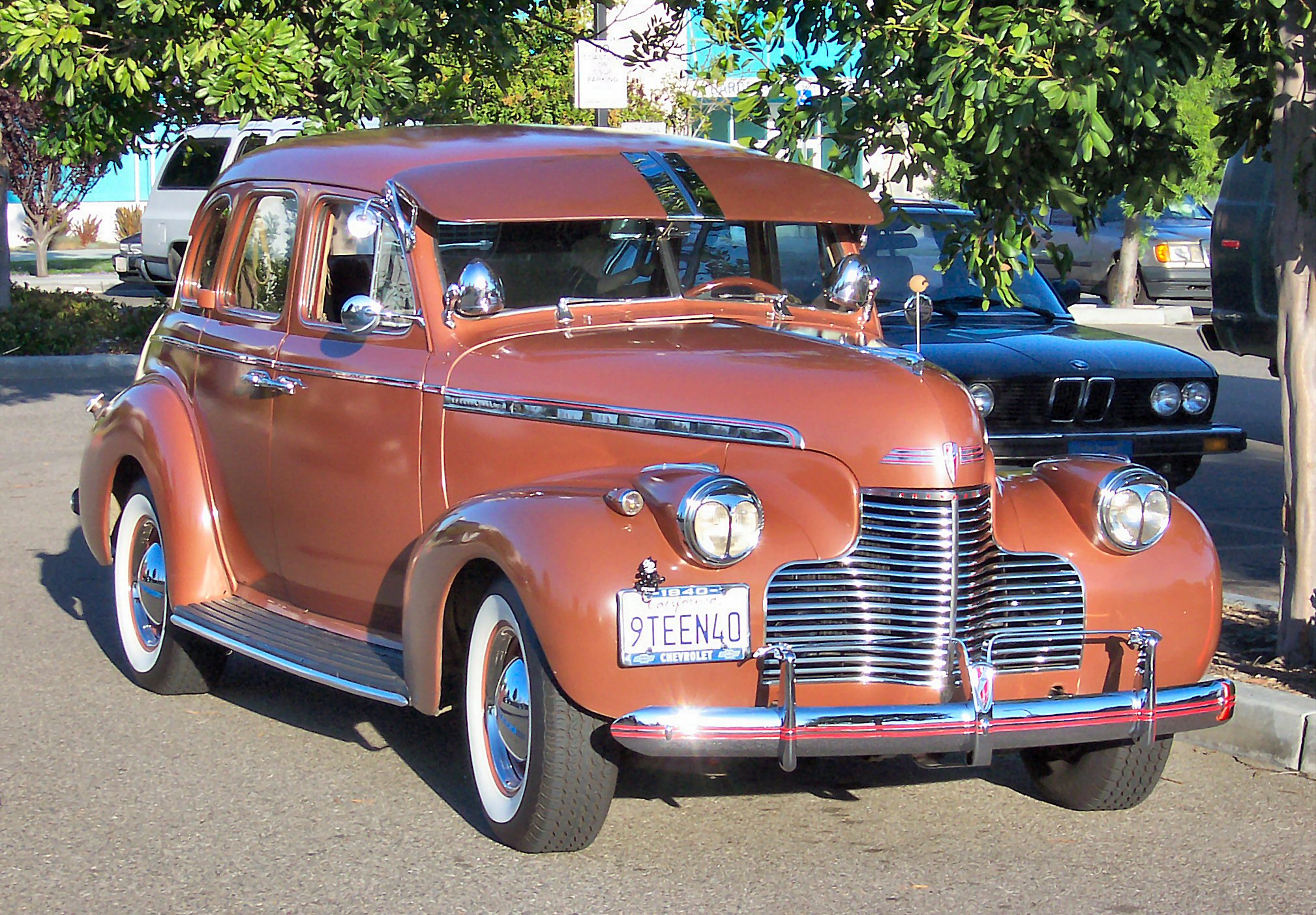
外形デザインの参考となったとされる1940年型シボレー

ボディのデザインは当時トヨタ自動車が入手していた1940年型シボレーを参考にしたといわれ、トランク部が独立した6窓の3ボックス型でありヘッドライトはフェンダーに半埋め込み式、ラジエターグリルは車体前部に開口部を設けたリンカーン・ゼファーやデソート（DeSoto）に似たものであった。
室内装備は、暖房と強制送風（「冷房」と称されていた）装置、当時としては珍しいカーラジオを備えていた。内装デザインは洋画家の和田三造の手によるもので菱形のモチーフが随所に取り入れられ、前後席の仕切りガラスにも手工芸的なカット模様が施されていた。